# Wayne Gretzky-trófea
A Wayne Gretzky-trófeát az Ontario Hockey League Nyugati főcsoport bajnoka kapja. A díjat Wayne Gretzky tiszteletére alapították. Az OHL Keleti főcsoport bajnoka a Bobby Orr-trófeát kapja. A Wayne Gretzky-trófea nem összekeverendő a Wayne Gretzky 99 Awarddal, melyet az OHL rájátszásának MVP-je kap.

## A győztesek
| Szezon    | Csapat            | # |
| --------- | ----------------- | - |
| 2014–2015 | Erie Otters       | 2 |
| 2013–2014 | Guelph Storm      | 2 |
| 2012–2013 | London Knights    | 5 |
| 2011–2012 | London Knights    | 4 |
| 2010–2011 | Owen Sound Attack | 1 |
| 2009–2010 | Windsor Spitfires | 2 |
| 2008–2009 | Windsor Spitfires | 1 |
| 2007–2008 | Kitchener Rangers | 2 |
| 2006–2007 | Plymouth Whalers  | 3 |
| 2005–2006 | London Knights    | 3 |
| 2004–2005 | London Knights    | 2 |
| 2003–2004 | Guelph Storm      | 1 |
| 2002–2003 | Kitchener Rangers | 1 |
| 2001–2002 | Erie Otters       | 1 |
| 2000–2001 | Plymouth Whalers  | 2 |
| 1999–2000 | Plymouth Whalers  | 1 |
| 1998–1999 | London Knights    | 1 |